# Charlie Kaufman
Charles Stuart Kaufman (* 19. listopadu 1958 New York) je scenárista oceněný Oscarem, který byl časopisem Premiere označený za jednoho ze 100 nejvlivnějších lidí v Hollywoodu.

## Život a dílo
Kaufman začínal v televizi, kde napsal dva díly seriálu Chris Elliott's Get a Life, dále několik desítek dílů jiných seriálů, například Ned a Stacey a The Dana Carvey Show.
Poprvé se proslavil jako scenárista filmu  V kůži Johna Malkoviche, za který získal nominaci na Oscara a cenu BAFTA. Napsal také scénář k filmu Slez ze stromu, režírovaný Michelem Gondry, dále spolupracoval se Spikem Jonzem jako scenárista k filmu Adaptace, za který získal další nominaci na Oscara a druhou cenu BAFTA. Adaptace vypráví příběh „Charlieho Kaufmana“, postavy, která je silně beletrizovanou verzí scenáristy. Ten ale ve skutečném životě nemá identické dvojče, je ženatý, a sotva se mu podařilo zažít drama, které sledujeme ve filmu.
Napsal také Milujte svého zabijáka, biografii Chucka Barrisa, moderátora zábavného programu, který se domníval, že je zároveň vrahem na objednávku pro CIA; režisérský debut George Clooneyho. Kaufman velmi kritizoval Georga Clooneyho za to, že zasahoval do scénáře Milujte svého zabijáka bez toho, aby s ním cokoliv konzultoval. V interview s Williamem Arnoldem řekl: „Obvykle scenárista dodá scénář a vypaří se. Já ne. Chci se na všem podílet od začátku do konce. A tito režiséři [Gondry, Jonze] to ví, a respektují.“
Jeho dalším scenáristickým počinem byl Věčný svit neposkvrněné mysli, druhý film, na kterém spolupracoval s režisérem Michelem Gondrym. Za něj získal svou první Cenu akademie a třetí ocenění BAFTA. David Edelstein tento film popsal v časopise Slate slovy: „Strašná pravda obrácená naruby Philipem K. Dickem, s odkazy na Samuela Becketta, Chrise Markera, Johna Guarea — největších dramatiků současného rozbitého vědomí. Ale zápletka je čistě kaufmanovská.“
Zajímavým modelem v Kaufmanově práci je, že se často zaměřuje na introvertní, svým způsobem stydlivé mužské protagonisty a dominantní ženy. Toto vidíme ve filmech Věčný svit neposkvrněné mysli (Joel/Clementine), Adaptace (Charlie) a V kůži Johna Malkoviche (Craig/Maxine).
Žije v Pasadeně ve státě Kalifornie.

## Divadlo
Naposledy napsal a režíroval hru Naděje opouští divadlo, část výhradně zvukové produkce Theater of the New Ear. V této hře hrají takové hvězdy jako Meryl Streep, Hope Davis a Peter Dinklage. V rámci hry to byla poslední věc, kterou Charlie Kaufman (postava) napsal předtím než spáchal sebevraždu. Názve se vztahuje k postavě Hopea Davise, který „opouští divadlo.“

## Citáty
"Vědomí je strašné prokletí. Myslím. Cítím. Trpím."
- Craig Schwartz (John Cusack) v V kůži Johna Malkoviche
„Když jsem byl mladší, měl jsem rád Woodyho Allena. Jeho starší tvorba je úplně chaotická, což se mi jako dítěti líbilo, ale také to byla osobnost, ke které jsem mohl vzhlížet, chápete, jakýsi žid tam nahoře na plátně. Když jsem byl mladší, chtěl jsem psát komedie a jeho styl se mi líbil. Ale tehdy jsem měl o věcích jinou představu.“ (…)
„Nemám nic proti příběhům, ale potřebuji cítit, že se něco děje. Četl jsem něco od Emily Dickinsonové a parafrázuji to: víte, že je to poezie, když vám z toho běhá mráz po zádech.“
- Rozhovor s Michaelem Koreskym a Matthewem Plouffe, Reverse Shot Online, jaro 2005

## Vybraná filmografie

### Scénáře
- V kůži Johna Malkoviche (1999)
- Slez ze stromu (2001)
- Adaptace (2002)
- Milujte svého zabijáka (2002)
- Věčný svit neposkvrněné mysli (2004)
- Synecdoche, New York (2007)
- Anomalisa (2015)
- Asi to ukončím (2020)

### Režie
- Synecdoche, New York (2007)
- Anomalisa (2015)
- Asi to ukončím (2020)

### Další rozhovory
- Charlie Kaufman, the Man behind „Malkovich“, by Anthony Kaufman, indieWire.com, October 27, 1999 Archivováno 24. 9. 2005 na Wayback Machine.
- Charlie Kaufman Au Naturel, On Human Nature, by Rod Armstrong, Reel.com, April 11, 2002 Archivováno 6. 3. 2016 na Wayback Machine.
- Profile: Wanted: Charlie Kaufman, Outlaw Scribe, by David Fear, Moviemaker
- Interview with Michel Gondry and Charlie Kaufman, by Ray Pride, Movie City News, March 17, 2004
- Interview with Michael Gondry and Charlie Kaufman, by Brendan MacDevette, Independent Film Quarterly
- Interview - Charlie Kaufman, by Tim Stewart, X-Press Magazine, April 25, 2004
- Why Charlie Kaufman doesn’t watch movies anymore, by Michael Koresky and Matthew Plouffe, Reverse Shot Online, Spring 2005